# レジェンド・オブ・フェアリーアース
レジェンド・オブ・フェアリーアースは霧岳朔夜とスタジオ因果横暴が製作した現代ファンタジー物のテーブルトークRPG（TRPG)。2003年にエンターブレインから書籍判にて発売された。

## 概要
現代社会を舞台に"覚醒者"と呼ばれる超人たちが、地球に害を与えようとする侵略者"邪"を狩る、現代ファンタジー物のTRPG。プレイヤーキャラクター（PC）はこの"覚醒者"となる。
覚醒者の戦闘スタイルは多種多様なものが選べるようになっていて、伝統的な伝奇物の退魔師のスタイルはもちろん、西洋的な魔法使いや近未来SF的なサイボーグなど、様々なフィクションに出てくる「超人」のスタイルを手軽に再現できる。
『レジェンド・オブ・フェアリーアース』は完全なオリジナル作品ではなく、エンターブレインから発売されているトレーディングカードゲーム『妖精伝承』を原作にしている。ゲームシステムに共通部分はほとんど存在しないものの、世界観は完全に共通しており、『妖精伝承』に出てくる多くのキャラクターが『レジェンド・オブ・フェアリーアース』でもNPCとして出演している。

## システム
ゲームシステムは全体的にスタンダードRPGシステムとの強い類似が見られ、スタンダードRPGシステムのシリーズと誤解されることがあるが、『レジェンド・オブ・フェアリーアース』はスタンダードRPGシステムの公開よりも前に発売されたゲームである。

### キャラクターメイキング
プレイヤーキャラクターの作成方法はクラス制の形態に属する。
用意されているキャラクタークラスの中から二つを選択し、それによりキャラクターの能力値と習得できる特技が決定される。クラスの一覧については後述する。

### 行為判定
行為判定は上方判定に属する。使用されるランダマイザーは六面体ダイス二つ（以後2d6と表記）である。
「2d6+能力値」で得た数値が行為判定の目標値以上ならば判定は成功とみなされる。なお、2d6で出た出目が12ばらばクリティカル、2ならばファンブルとなる。

### シナリオの進行
シナリオの進行にはシーン制が採用されている。 また、1回のセッションはオープニングパート、ストーリーパート、クライマックスパート、エンディングパートの4つのフェイズに分けられ、1回のセッションで1本のシナリオを確実に消化することを目指す仕組みになっている

### 距離の処理について
このゲームは距離に関することが徹底的に抽象化されている。シーン制であるために場所から場所の移動に対して距離が問われることはない。また、戦闘時においてPCには移動力や移動速度というものは設定されず、武器の射程も存在していない。
戦闘時はPCや敵は円形を3分割したマスの中のどれかにいると扱われる。近接攻撃できる武器ならば同じマスにしか攻撃できず、遠距離攻撃できる武器ならば違うマスの敵に攻撃できる。移動を宣言すると隣りのマスに移動できる。
コンピュータRPGの戦闘の感覚に近い処理になっていることで、戦闘シーンがスピーディーに展開できるようになっている。

### 勇気ポイント
ゲーム中にPCパーティーが共有するポイントが「勇気ポイント」である。勇気ポイントはPCがシーンに登場したりゾロ目を振ったり、"奇跡"といわれる一種の必殺技（もしくはヒーローポイント）を使用するたびに与えられる。
勇気ポイントは参加者全員が共有して閲覧するセッションシートに印刷されている「勇気ゲージ」で管理する。勇気ポイントが勇気ゲージのある一定値を越えるたびに、PCパーティー全員に様々なボーナスが与えられる。（行為判定へのボーナス、ダメージの強化など）
この勇気ポイントはクライマックスに近づくほどにPCは強くなっていくというドラマツルギーをゲーム的に表現した仕組みでもある。

### 耐久力と生命力
このゲームの特徴にPCのヒットポイントにあたるステータスが二種類存在することがある。PCは「耐久力」と「生命力」という二つのポイントを持っており、ダメージを受けるとまず耐久力が減らされる。しかし、耐久力が0になっても倒れることはないが、その状態でさらにダメージを受けると今度は生命力が減らされる。生命力は魔法などでも回復させることはできないポイントで、これが0になるとPCは死亡する。

### ソウルイグニッション
PCの耐久力が0になった瞬間にそのPCはソウルイグニッションといわれる状態になる。ソウルイグニッション状態になるとPCの防御力が減りダメージを受ける可能性が上がってしまうが、その代わりにこちらが与えるダメージが上昇する。死を目前にすることであえて攻撃に転ずる状態がソウルイグニッションなのである。また、ソウルイグニッション状態のときは他の仲間と合体攻撃（コンバインアタック）を行うこともでき、これは通常の状態では決して行えないPC側の強力な切り札となっている。

## 世界設定

### 現代の魔法使い
『レジェンド・オブ・フェアリーアース』の舞台は現代の地球であるが、この世界には魔術師や超能力者といった神秘存在（以後、術者と表記）が現実に存在している。だが彼らは決して社会の表に出ることはなく、表向きは普通の職業人として生活している。
PCたちはそんな術者の中の一人であり、さらにその中でも地球意志に選ばれた"覚醒者"である。

### 覚醒者
覚醒者とは、地球そのものの意志によって選ばれた特別な術者のことである。覚醒者は"邪"によって歪められつつある地球の助けを求める声を聞くことによって誕生する。覚醒者になったものは通常の魔法使いではできないようなすさまじい能力を発揮することができる（ルール的には奇跡の使用やソウルイグニッション状態で表されている）

### 邪
"邪"とは、はるか宇宙の彼方にある黒職巨星からやってきた謎の侵略者である。邪の影響を受けて外見や精神が変質してしまった人間や器物も等しく"邪"といわれる。その外見や能力は多様で美しい妖精の姿をしている者もいれば、醜悪な化け物の姿をしている者もいる。
"邪"は地球を『異法』といわれる別の物理法則で塗り替え、彼らの故郷である黒蝕巨星と同化させることを目的とする。"邪"によって『異法』に塗り替えられた空間は"歪"と呼ばれ、あらゆる常識が通用しない一種の異世界と化す。覚醒者の目的は"邪"を早期に発見、退治し、"歪"と化した空間を元に戻すことである。

### 妖精郷
ゲームのタイトルの一部にもなっているのが『妖精郷（フェアリーアース）』である。妖精郷とはこの世界のどこかに存在する楽園のことで、アヴァロンやティル・ナ・ノーグなどの世界各地の伝承で語られている楽園世界でさえ、真の妖精郷の矮小な模造品にすぎない。妖精郷にたどり着くことができれば、そこにある無限の叡智とエネルギーによってあらゆる邪は浄化されると言われている。

### 術社会
術者たちは表社会では隠された存在である代わりに、「術社会」といわれる魔法使いたちによる独自社会を構成している。術社会にはいくらか強力な組織が存在し、PCたちもそれらの組織の支援を受けることもあれば、逆に妨害を受けることもある。
呪装会
術社会の最大組織で、多くの術者を統括している。日本の呪術師たちの互助組織がルーツになっており神戸を本窮地としている。
リッター・アンヘル
キリスト教系の宗教的術者集団。ヨーロッパに強い影響力を持つ。
ナイツ・オブ・クローム
アメリカの軍産複合体を母体に、世界の軍事産業を影で束ねる秘密結社。科学と魔法が融合した魔導兵器を開発している。
サロン・ノクターン
魔界や冥界などの異世界の住人たちによるサロン。決して人類の味方ではないが、邪と敵対していることは共通している。
NINE
邪に加担する人間たちの暗黒結社

## クラス一覧
- 木精使い（バオム・フェンサー）
  - 植物の力を用い、風の術が使える。
- 火精使い（フランメ・フェンサー）
  - 火の力を用い、熱と炎の術が使える。
- 土精使い（エーアデ・フェンサー）
  - 大地の力を用い、癒しと守りの術が使える。
- 金精使い（ゴルド・フェンサー）
  - 金属の力を用い、強力な近接戦闘能力を得る。
- 水精使い（ヴァッサー・フェンサー）
  - 水の力を用い、水と氷の術が使える。
- 陰陽師（サモンマスター）
  - 呪符、呪詛、式神を用いて戦う日本古来の呪術師
- 祀神流剣士（ソードマスター）
  - 悪霊や魔物を退治することに特化した剣法を使う剣士。
- 神罰代行者（パニッシャー）
  - 武装化特殊聖典によって魔物を殲滅するエクソシスト
- 強化人間（ブーステッドマン）
  - 魔導科学により改造された兵士
- 魔術師（ソーサラー）
  - 西洋魔術の使い手
- 真祖（ヴァンピール）
  - 生まれながらの吸血鬼
- 獣人（ライカンスロープ）
  - いわゆる人狼や半魚人など。
- 神位人（アツィルト）
  - 神の魂の欠片を身に宿す選ばれし者。
- 歪みし者（エクウェス）
  - "邪"の影響を受けつつも自我を保っている者。"邪"の力を持って"邪”と戦う。

## 作品一覧
- レジェンド・オブ・フェアリーアース
  - 基本ルールブック。2003年にエンターブレインより書籍判にて発売。ISBN 978-4757716582